# Juan María Bandrés
Juan María Bandrés Molet (San Sebastián, 12 de febrero de 1932- San Sebastián, 28 de octubre de 2011) fue un abogado y político español. Fue senador de las Cortes Constituyentes en 1977 y diputado por el partido Euskadiko Ezkerra las tres legislaturas siguientes, desde 1979 a 1989. 
Nacionalista vasco de izquierdas en sus inicios y activo defensor de los derechos humanos tanto como abogado como político, falleció el 28 de octubre de 2011.

## Biografía

### Infancia y formación
Durante la Guerra Civil su familia, al igual que muchas otras en el País Vasco, debió desplazarse por varias ciudades del norte de España, hasta que, acabado el conflicto, pudieron volver a residir en su ciudad natal. Allí, Bandrés estudió en el Colegio del Sagrado Corazón. Posteriormente, por motivos económicos debió iniciar los estudios de Leyes por libre en la Universidad de Oviedo, compaginándolos con diversos trabajos. Terminó la carrera en la Universidad de Santiago de Compostela en 1952. Tras acabar sus estudios, cumplió el servicio militar en sanidad, en el Hospital Militar de Tetuán (Marruecos español) durante año y medio.

### Su actuación como abogado
Al volver a San Sebastián, tras el servicio militar, se instaló como abogado independiente y comenzó a ejercer. Desde 1964, defiende ante el recién creado Tribunal de Orden Público a más de quince procesados, muchos de ellos jóvenes militantes de Euskadi Ta Askatasuna (ETA) acusados de propaganda ilegal y actos todavía no violentos. Por su activa defensa de estos militantes de ETA, y a raíz del estado de excepción declarado por el asesinato de Melitón Manzanas a manos de ETA en agosto de 1968, fue 
deportado por tres meses a Purchena (Almería). Tras la deportación, continuó la defensa incansable de todos los que solicitaban sus servicios por causa de delitos políticos relacionados con la represión franquista en el País Vasco. Como abogado se encargó también de la defensa de Jokin Gorostidi en el proceso de Burgos de 1970, así como de la de Garmendia en 1975, en el que sería el último de los 
procesos de Burgos. 
A petición de los familiares y siempre de forma desinteresada, colaboró en la liberación de muchos secuestrados de ETA, actuando de mediador, como en el caso del secuestro de Felipe Huarte en enero de 1973. En este caso, a los tres días de su liberación fue volado cerca de su domicilio en San Sebastián el coche que usaba y que estaba a nombre de su esposa.
En 1994 dejó de ejercer como abogado, para pasar a dedicarse por entero a la defensa de los derechos humanos, siendo nombrado presidente de la Comisión Española de Ayuda al Refugiado (CEAR) en 1995.

### Actividad política
Su actividad como analista político comenzó como redactor de la revista Cuadernos para el Diálogo desde 1963. 
Durante la transición política española a la democracia, su fama de honestidad y su comportamiento ético le hicieron participar como interlocutor o intermediario en muchas de las conversaciones que intentaron acabar con la actividad violenta de ETA. Así, en 1975 siendo Manuel Fraga ministro de la Gobernación, y algo más tarde con Adolfo Suárez en lo que sería la amnistía política de 1977.
Tras el secuestro de Javier Ybarra Bergé por ETA político-militar el 20 de mayo de 1977, hizo gestiones para su liberación, pero no llegaron a buen fin. Cuando el 22 de junio el industrial vasco apareció muerto en el monte Gorbea, rompió definitivamente toda relación con ETA, junto a otros muchos intelectuales y políticos vascos como Mario Onaindia.
En las elecciones a Cortes del 15 de junio de 1977, fue elegido senador por Guipúzcoa en las listas de Euskadiko Ezkerra, entonces una coalición entre Euskal Iraultzarako Alderdia (EIA) —brazo político de ETA (pm)— y el Movimiento Comunista de Euskadi (EMK), y se integró en el Grupo Parlamentario de Senadores Vascos. En el posterior proceso constituyente sólo él y otros cuatro senadores votaron en contra de la constitución de 1978, por considerarla insuficiente para las expectativas del pueblo vasco.
En 1978 participó en el primer Consejo General del País Vasco como consejero de transportes y comunicaciones, lo que propiciaría el abandono de la coalición por parte de EMK.
En 1979 Euskadiko Ezkerra aceptó el estatuto de Guernica y en 1982 se refundó como partido político, en cuyo congreso constituyente Bandrés fue nombrado presidente. Fue elegido diputado por Guipúzcoa en las elecciones generales de 1979, de 1982 y de 1986. En las tres legislaturas se integró en el Grupo Mixto. 
Sus convicciones ecologistas se reflejaron en su actividad política, durante el debate parlamentario del 28 de julio de 1979 fue el único diputado que votó en contra de la utilización de la energía nuclear. 
En 1981, siendo ministro del interior Juan José Rosón Pérez, participó junto con Mario Onaindia en las conversaciones que dieron lugar a un plan de reinserción social para presos de ETA sin delitos de sangre, el cual permitió la posterior disolución de ETA político-militar (VII asamblea) el 30 de septiembre de 1982, la reinserción social de sus activistas y su integración política en Euskadiko Ezkerra, proceso en el que fue asistido por otros abogados como Juan Infante.
Bandrés fue uno de los 60 diputados del Congreso designados para ejercer además como diputados del Parlamento Europeo entre el 1 de enero de 1986 (entrada de España en la Comunidad Europea) y el 5 de julio de 1987 (toma de posesión de los elegidos en las primeras elecciones al Parlamento Europeo de junio), integrándose en el Grupo Arco Iris. En las elecciones al Parlamento Europeo de 1989 fue el cabeza de lista de Izquierda de los Pueblos, una coalición de Euskadiko Ezkerra con otras fuerzas nacionalistas de izquierda. Fue el único parlamentario que obtuvo esta formación y se integró en el Grupo de los Verdes en el Parlamento Europeo.

### Retirada de la política
Tras llevarse a cabo en febrero de 1993 la integración de Euzkadiko Ezkerra en el PSE, Bandrés se retiró de la primera línea política pasando a ser un militante de base de la nueva organización Partido Socialista de Euskadi-Euskadiko Ezkerra. Año y medio más tarde, durante la campaña electoral de las elecciones al Parlamento Vasco de 1994 Bandrés se dio de baja del PSE-EE, principalmente molesto por la utilización de su imagen que hizo el PSE-EE durante la campaña electoral; aunque también crítico con los casos de corrupción que afectaron al PSE-EE y la línea política seguida por el PSE-EE tras la fusión.
Además de la militancia política, dejó asimismo de ejercer como abogado en 1994. A partir de ese momento pasó a dedicarse por entero a la defensa de los derechos humanos y más concretamente a la defensa del derecho de asilo. En 1995 Juan Mari Bandrés fue nombrado presidente de la ONG Comisión Española de Ayuda al Refugiado (CEAR).
Desempeñando ese cargo en Madrid, el 21 de octubre de 1997 Bandrés sufrió un derrame cerebral. Tras permanecer un mes en coma, el abogado donostiarra logró sobrevivir a este accidente cardiovascular, pero quedó con graves secuelas, sin habla y paralizado en una silla de ruedas. A raíz de este hecho su actividad pública acabó por completo y hasta su muerte vivió discretamente con su familia en San Sebastián, saliendo muy poco de su domicilio en el centro de la ciudad.
Durante los siguientes años Bandrés recibió numerosas distinciones y homenajes. Falleció en San Sebastián el 28 de octubre de 2011, víctima de un cáncer. Su muerte se produjo ocho días después de que ETA anunciara que abandonaba definitivamente las armas, uno de los objetivos por los que más había luchado a lo largo de su vida.

## Premios y homenajes
En 1984 recibió el premio Memorial Juan XXIII, otorgado por la organización Pax Christi Internacional, por su trabajo en favor de la pacificación del País Vasco por la vía del diálogo y la negociación.
Tras su retirada, estando ya convaleciente de los dos infartos cerebrales que minaron seriamente su salud, los premios y distinciones que se le tributaron fueron numerosos: 
En 1998, Bandrés recibió el Premio Olof Palme por su lucha en defensa de los derechos humanos.
También en 1998 le fue concedida la Gran Cruz de la Orden Civil de la Solidaridad Social por el Ministerio de Trabajo y Asuntos Sociales de España.
En 2001, el CEAR, que ya le había nombrado Presidente de honor a raíz de su retirada forzosa, instituyó el Premio Juan María Bandrés a la Defensa del Derecho de Asilo y la Solidaridad con los Refugiados. Este premio, junto con la Medalla Nansen que otorga ACNUR, es uno de los pocos galardones internacionales de importancia que se otorgan al trabajo solidario en favor de los refugiados. 
El 10 de diciembre de 2004, se le realizó un emotivo homenaje en el ayuntamiento de San Sebastián, coincidiendo con el Día Internacional de los Derechos Humanos, en reconocimiento tanto a su compromiso ético y político como a su trabajo en defensa de los derechos humanos.
En 2009 le fue concedida la distinción Lan Onari, otorgada por el Gobierno Vasco.
Tras su fallecimiento fue nombrado a título póstumo caballero gran cruz de la Orden de Isabel la Católica.